# Cononedys bilobata
Cononedys bilobata är en tvåvingeart som först beskrevs av Mario Bezzi 1924.  Cononedys bilobata ingår i släktet Cononedys och familjen svävflugor. Inga underarter finns listade i Catalogue of Life.